# Asterogyne ramosa
Espèce
Classification phylogénétique
Statut de conservation UICN

 EN  : En danger
Asterogyne ramosa est une espèce végétale de la famille des Arecaceae (Palmiers) du genre Asterogyne.